# 博多咚打鼓

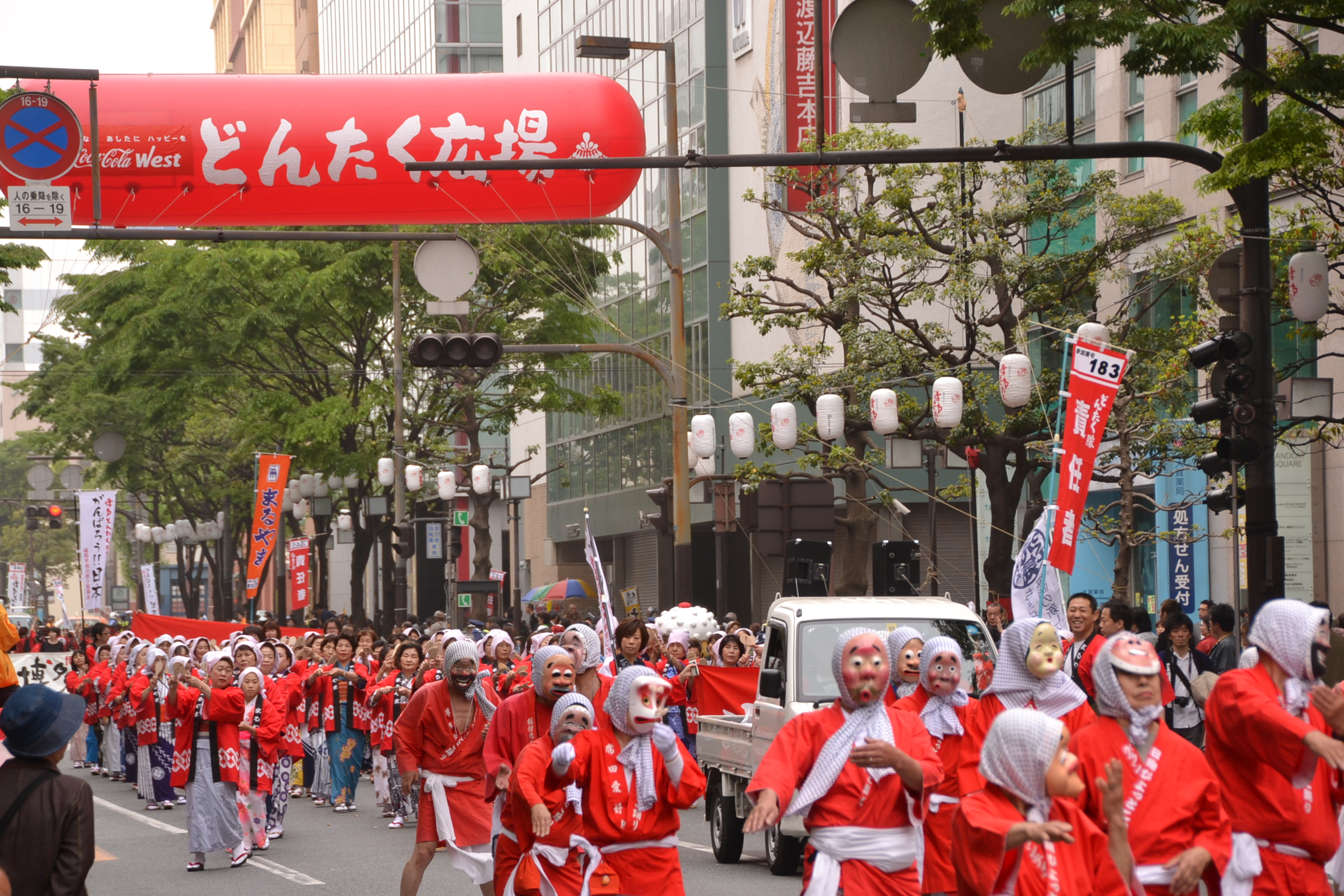
博多咚打鼓

博多咚打鼓是每年於5月3日與5月4日在日本福岡縣福岡市舉辦的祭典。每年動員人數超過200萬人，是黃金週期間日本規模最大的祭典與活動。與博多祇園山笠、筥崎宮放生會並列為代表福岡博多地區的三大傳統祭典之一。
目前，此活動由福岡市、福岡商工會議所以及公益財團法人福岡觀光會議局所組成的「福岡市民祭典振興會」主辦，以「福岡市民祭 博多咚打鼓港祭」的名稱舉行。
作為博多咚打鼓的起源與核心的博多松囃子（已被指定為國家重要無形民俗文化財），由福神流、惠比壽流、大黑流、稚兒東流、稚兒西流等組成「博多松囃子振興會」，並輪流擔任各自的當番角色。

## 歷史
博多咚打鼓（博多どんたく）源自於「博多松囃子（博多松囃子）」，其歷史可追溯至室町時代。松囃子最初起源於京都，作為迎接新年的慶賀活動，後逐漸傳播至日本各地，並於室町時代傳入博多（福岡市），此後在當地逐漸演變成具有地域特色的形式，成為博多松囃子。
江戶時代，博多松囃子成為每年正月十五日前往福岡城向福岡藩主黑田氏賀年的正式年始儀式。由福祿壽、惠比壽、大黑天三位福神與稚兒組成隊伍為活動主體，各町與市民則以創意裝扮與節目參與，整體行列稱為「通りもん（Tōrimon）」。這三部分構成了現今博多咚打鼓的雛型。福神與稚兒於參拜福岡城後，會穿越武士居住區返回博多，並前往神社、佛寺以及町內有力者宅邸祝賀。通りもん隊伍則會在商家與知人宅邸演出，以表賀意，店家則會提供酒食作為回禮。這種形式亦延續至明治時代。
明治維新後，直到1872年（明治5年），松囃子仍作為向福岡知藩事黑田長知與有栖川宮熾仁親王的年始表敬活動。然而因財政原因，福岡縣於同年11月通令禁止松囃子與山笠、盂蘭盆舞等正月慶典。但該傳統在7年後得以復興。根據史料，1879年（明治12年），三福神與稚兒以及博多與福岡各町的通りもん參與了2月11日的紀元節慶典。
進入明治後期，松囃子及咚打鼓不僅參與紀元節，也成為鎮魂祭（招魂祭）中的重要行列活動。日俄戰爭勝利、大正天皇與昭和天皇即位等國家慶典亦可見其參與。1915年（大正4年）起，招魂祭固定於4月30日與5月1日舉行，松囃子亦相應調整日期。至1938年（昭和13年）為止，戰前的松囃子咚打鼓正式中止。
1946年（昭和21年）5月，戰後首次於空襲後的廢墟中舉辦「博多復興祭」，松囃子與兒童山笠共同參與。翌年由福岡市、福岡商工會議所、商店街代表、市民有志等組織於5月24日與25日舉行博多咚打鼓，並設置三輛花車及16處臨時舞台，奠定了現今咚打鼓祭典的基本形式。1949年（昭和24年）起，配合新制定的憲法紀念日，改於5月3日與4日舉行，並更名為「松囃子咚打鼓港祭」。

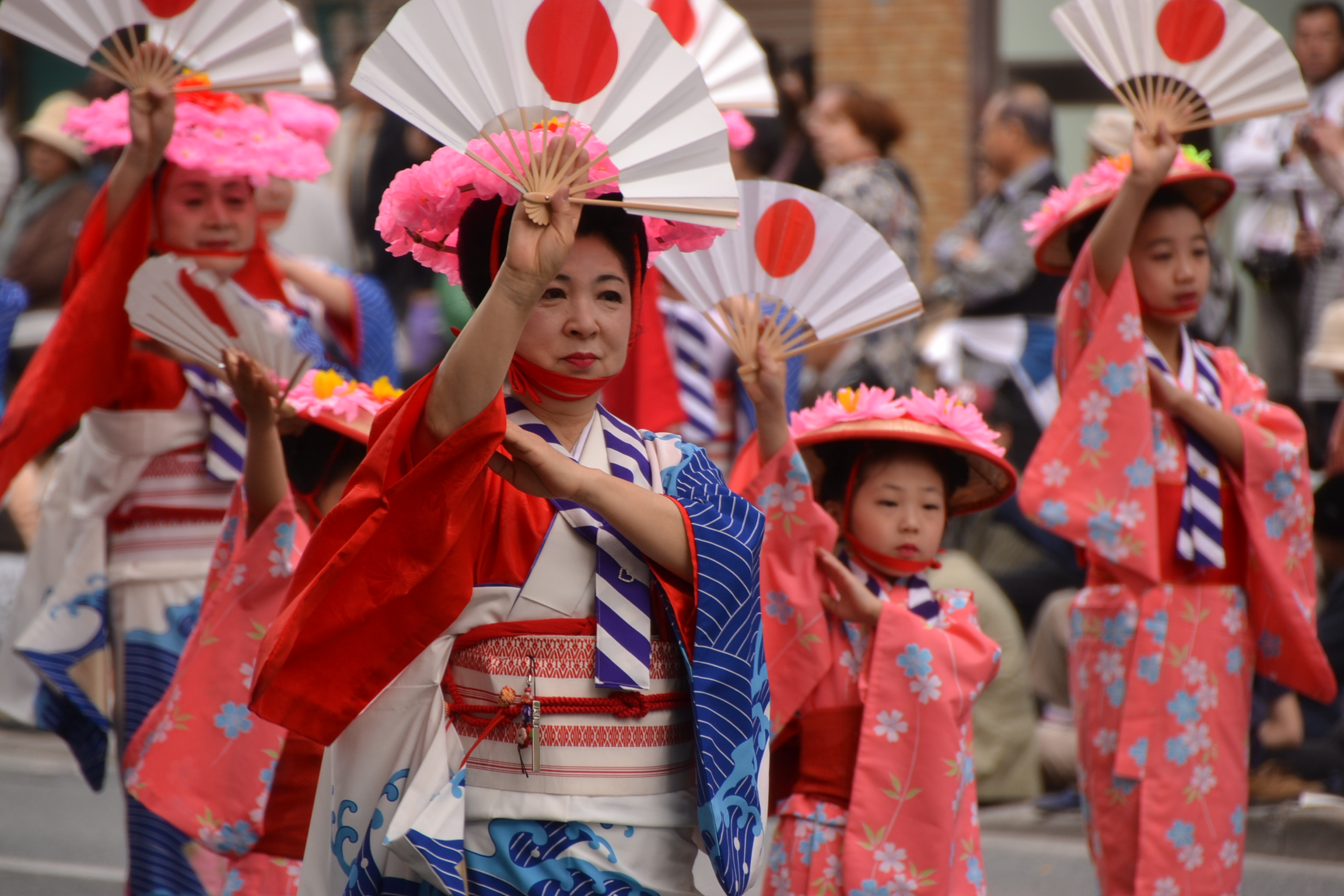
博多咚打鼓游行

曾有若干年活動延長至5月5日兒童節，但博多松囃子與博多藝伎等傳統團體不再參與，導致整體節慶凝聚力下降。為保護博多松囃子的傳統，1953年（昭和28年）成立「博多松囃子保存會」，目前連舊福岡藩主黑田家的後人亦會參與，逐步回歸江戶時代風貌。
1957年（昭和32年）設立「博多咚打鼓松囃子港祭振興會」，確立舉辦日期為5月3日與4日，並對優秀隊伍進行表彰。1961年（昭和36年）起於福岡運動中心舉辦5月2日的前夜祭。隔年成立「福岡市民祭典振興會」，祭典更名為「博多咚打鼓港祭」，廣邀市民參與，並成為整個福岡市民的節日，而非僅限於博多地區。
1972年（昭和47年），福岡市升格為政令指定都市後，將國體道路（萬行寺～天神）設為「咚打鼓廣場」，1975年（昭和50年）山陽新幹線延伸至博多站後，活動區域擴展至博多站－國體道路－天神一帶。儘管參觀人潮激增，但國體道路的狹窄導致安全問題浮現，因此1988年（昭和63年）起移至更寬的明治通舉行，並將前夜祭改至福岡國際中心舉辦，中央本舞台亦改設於縣廳舊址，現今稱為「祭典本舞台」，設於福岡市政府前「交流廣場」。
2020年與2021年因COVID-19疫情全面停辦。2022年恢復舉辦，惟為防疫需縮小規模，遊行與舞台演出隊伍數量皆減少，兩日總人流約為往年三分之一（約80萬人）。疫情結束後的2025年，預計將達到歷年來最大規模的人數參與。

## 歌曲
在博多咚打鼓（博多どんたく）舉辦期間，有一首經常可以聽到的歌曲，那就是ぼんちかわいや（Bonchi Kawaiya）。
這首歌誕生於江戶時代，是一種「接尾歌（しりとり歌）」，如今已成為代表福岡縣的民謠之一，並被選為博多咚打鼓的主題曲。
在咚打鼓中，有一項傳統是人們會配合這首歌曲，一邊手持飯杓（しゃもじ）一邊跳舞。據說這個習俗的起源，是在過去某次祭典中，一位正準備晚餐的店家女主人，因為聽到祭典的囃子（傳統音樂）而被吸引，便一邊敲打手中的飯杓、一邊加入演奏，從此成為節慶中的傳統之一。
這首歌至今仍對福岡市民具有深厚意義，幾乎每位市民都能哼唱，是福岡人心中非常珍貴的一首歌。

### 歌詞（第一節）
Bonchi kawai ya nen ne shina
Shinagawa jorōshu wa jū momme
Jū momme no teppō dama
Tamaya ga gawa i supponpon